# 考卡省
考卡省（Departamento del Cauca）是哥倫比亞西南部的一個省，西臨太平洋、考卡河上游。面積29,308平方公里，2018年人口为141万人，首府波帕揚。